# دروازه بندی ساعت
دروازه بندی (قطع و وصل کردن متناوب) ساعت یک تکنیک رایج است که در خیلی از مدارهای همگام برای کاهش هدر رفتن توان دینامیکی، با حذف کردن سیگنال ساعت زمانی که مدار در حال استفاده نیست یا سیگنال ساعت را نادیده می گیرد، استفاده می شود. دروازه بندی(قطع و وصل کردن) ساعت با هرس کردن درخت ساعت ، با افزودن منطق های بیشتر به مدار ساخته شده در مصرف انرژی صرفه جویی می کند. هرس ساعت بخش هایی از مدرا را غیر فعال میکند تا فلیپ فلاپ‌های موجود در آنها دیگر نیازی به تغییر حالت ندارند. تغییر دادن حالت ها انرژی استفاده می کند. زمانی که فلیپ فلاچ ها در حال تغییر نیستند، مصرف انرژی مقیاس بندی  به صفر می رسد و فقط منجر به جریان های نشتی می شود.
اگرچه مدارهای ناهمگام طبق تعریفشان "ساعت" جهانی ندارند، اما اصطلاح دروازه‌بندی ساعت کامل را استفاده میکنند تا نشان دهند تکنیک های مختلف دروازه بندی و قطع و وصلی ساعت تنها  تقریبی از رفتار وابسته به داده نشان‌داده‌شده توسط مدارهای ناهمگام هستند . زمانی که میزانه ای  که در آن کسی ساعت یک مدار همگام را دروازه می کند به صفر نزدیک می شود، مصرف برق آن مدار به مدار ناهمگام نزدیک می شود: مدار انتقال منطق ها را تنها  زمانی که به طور فعال در حال محاسبه است،  تولید می کند.

## جزئیات
یک راه حل جایگزین برای دروازه بندی ساعت استفاده از منطق فعال سازی ساعت (CE) در مسیر داده همگام سازی شده است که از مالتی پلکسر ورودی استفاده میکند، به طور مثال، برای فلیپ فلاپ نوع دی با استفاده از نماد گذاری زبان C/ Verilog به صورت Dff= CE? D: Q ؛ که در آن :  Dff ورودی D از فلیپ فلاپ نوع D است و D مقیاس اطلاعات ورودی است (بدون ورودی CE)  Q، نیز خروجی فلیپ فلاپ نوع D است. این نوع از دروازه بندی ساعت بدون شرایط مسابقه است و برای طراحی های FPGA و برای دروازه بندی ساعی مدار های کوچک ترجیح داده میشود. برای طراحی های FPGA فلیپ فلاچ های نوع D یک ورودی سیگنال  CE اضافه دارد.
دروازه بندی ساعت با استفاده کردن حالت های متوصل به ثبات ها کار میکند و انها را برای دروازه بندی کردن ساعت استفاده میکند. یک طراحی باید از این شرایط فعال سازی برخوردار باشد تا تواند از دروازه بندی ساعت بهره مند شود. این فرایند دروازه بندی ساعت میزان زیادی از انرژی و سطح استفاده شده را کم میکند .زیرا تعداد زیادی از تسهیم کننده ها را حذف کرده و با منطق دروازه بندی ساعت جایگزین میکند . این منطق دروازه بندی ساعت عموما به صورت سلول های «دروازه ساعت یکپارچه»(ICG) است. هرچند منطق دروازه بندی ساعت درخت ساختار ساعت را تغییر میدهد از آنجایی که منطق دروازه بندی ساعت در درخت ساعت پیاده سازی میشود.

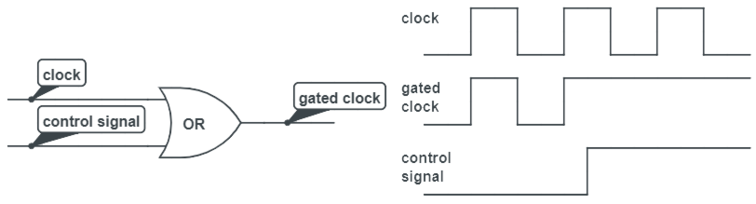
نمونه دروازه بندی شده ساعت

میتوان برای اضافه کردن منطق دروازه بندی ساعت در طراحی از روش های متفاوت استفاده کرد:
1. در کد سطح انتقال ثبات (RTL) به‌عنوان شرایط فعالی که می‌تواند به‌طور خودکار با ابزارهای ترکیبی به منطق دروازه‌بندی ساعت ترجمه شود (دریچه‌بندی ساعت دانه ریز) کدگذاری شده است.
2. به صورت دستی توسط طراحان RTL (معمولاً به عنوان دروازه ساعت در سطح ماژول) با نمونه سازی سلول های یکپارچه ساعت یکپارچه کتابخانه (ICG) برای دروازه کردن ساعت های ماژول ها یا رجیسترها به طرح درج می شود.
3. به صورت نیمه خودکار به وسیله ابزارهای راه اندازی ساعت خودکار وارد RTL می شود. این ابزارها یا سلول های ICG را در RTL وارد می کنند، یا شرایط فعال سازی را به کد RTL اضافه می کنند. اینها معمولاً بهینه سازی های متوالی دروازه ساعت را نیز ارائه می دهند.

هرگونه تغییر RTL برای بهبود بخشیدن به دروازه بندی ساعت باعث تغییرات عملی در طرح میشود ( زیرا ثبات مقدار های متفاوتی نگه میدارد) که نیاز به تایید دارد.
دروازه‌بندی ساعت متوالی فرآیند استخراج/انتشار شرایط فعال به عناصر متوالی بالادستی/پایین‌دستی است، به‌گونه‌ای که ثبات های اضافی را می‌توان دروازه بندی ساعتی کرد.
تراشه هایی که برای کار کردن با باتری طراحی شدند یا به برق بسیار کمی نیاز دارند مانند تراشه هایی که بر روی وگوشی های موبایل ، دستگاه های پوشیدنی و غیره استفاده شده اند، انواع مختلفی از دروازه بندی ساعت ر در کنار هم پیاده سازی میکنند. در یک انتها دروازه بندی ساعت به صورت دستی با استفاده از نرم افزار است،  که درایور در آنجا ساعت های متفاوت را با یک کنترل کننده بیکار قعال یا غیر فعال میکند. در انتهای دیگر دروازه بندی ساعت خودکار است، در آنجا میتوان به  سخت افزار گفت ایا کاری برای انجام دادن دارد یا خیر، و ساعتی که نیازی به آن نداریم را خاموش میکند. این حالت ها میتوانند با یکدیگر در تعامل باشند و بخشی از یک درخت فعال سازی باشند. به طور مثال، یک پل یا گذرگاه بین المللی شاید از دروازه بندی خودکار استفاده کند که تا زمانی که واحد پردازنده مرکزی یا یک موتور DMA نیاز به استفاده از آن دارد روشن شود و قبل از آن خاموش باشد، در حالی که تعدادی از دستگاه های جانبی آن گذرگاه در صورت بلا استفاده بودن به طور دائم در آن صفحه خاموش باشند.

## همچنین ببینید
- دروازه برق
- رفع اشکال
- مقیاس بندی فرکانس دینامیکی
- عملکرد محیطی مستقل

## بیشتر بخوانید
- Li, Hai; Bhunia, S. (2003-02-28) [2003-02-12]. Deterministic clock gating for microprocessor power reduction. The Ninth International Symposium on High-Performance Computer Architecture, 2003. HPCA-9 2003. Proceedings. IEEE. pp. 113–122. CiteSeerX 10.1.1.79.6234. doi:10.1109/HPCA.2003.1183529. ISBN 978-0-7695-1871-8. ISSN 1530-0897.

| Types | - رایانه با دستورهای پیچیده - رایانه کم‌دستور - Application-specific - EDGE - TRIPS - کلمه دستورالعمل بسیار طولانی - رایانش موازی صریح دستورالعمل‌ها - MISC - OISC - NISC - ZISC - comparison - حالت آدرس‌دهیs |

| خط لوله (رایانه)          | - حباب (رایانه) - Operand forwarding - Classic RISC pipeline                     |
| مخاطره (معماری رایانه)s   | - وابستگی داده - مخاطره (معماری رایانه) - مخاطره (معماری رایانه) - False sharing |
| خروج از دستور در حال اجرا | - Tomasulo algorithm - Reservation station - Re-order buffer - تغییر نام ثبات    |
| Speculative               | - پیش‌بینی‌کننده پرش - Memory dependence prediction                                |

| Level         | - موازی‌سازی بیتی - Bit-serial - کلمه (معماری رایانه) - دستورالعمل - خط لوله (رایانه) - Scalar - سوپراسکالر - Task - ریسه (رایانه) - فرایند (رایانه) - Data - پردازنده برداری - Memory - رایانش توزیع‌شده |
| چندریسمانی    | - چندرشته زمانی - چندرشتگی همزمان - فراریسمانی - Speculative - قبضه‌کردن (رایانش) - چند وظیفه‌ای بدون قبضه‌ای                                                                                              |
| طبقه‌بندی فلین | - یک دستور یک داده - یک دستور چند داده - SWAR - SIMT - چند دستور یک داده - چند دستور چند داده - یک برنامه چند داده                                                                                      |

| By application      | - ریزپردازنده - ریزکنترل‌گر - Mobile - Notebook - Ultra-low-voltage - ASIP |
| Systems on chip     | - سامانه روی یک تراشه (SoC) - Multiprocessor (MPSoC) - Programmable (PSoC) - شبکه درون یک تراشه (NoC) |
| شتاب‌دهنده سخت‌افزاری | - AI accelerator - Vision processing unit (VPU) - Physics processing unit (PPU) - پردازشگر سیگنال دیجیتال (DSP) - واحد پردازشی تنسور (TPU) - Secure cryptoprocessor - پردازنده‌های شبکه‌ای - Baseband processor |

| Functional units | - واحد محاسبه و منطق (ALU) - Address generation unit (AGU) - واحد ممیز شناور (FPU) - واحد مدیریت حافظه (MMU) - Load–store unit - تی‌ال‌بی (TLB) - کنترلگر حافظه (IMC) |
| دروازه منطقی     | - مدار ترکیبی - مدارهای ترتیبی - Glue - دروازه منطقی - دروازه‌های منطقی کوانتومی - دروازه آرایه                                                                      |
| ثبت سخت‌افزاریs   | - ثبات - ثبات وضعیت - ثبات پشته‌ای - Register file - Memory buffer - شمارنده برنامه                                                                                  |
| Control unit     | - Instruction unit - حافظه میانگیر - Write buffer - ریزبرنامه‌سازی تصویر رام - شمارنده                                                                               |
| دیتاپد           | - تسهیم‌کننده - تسهیم‌کننده - جمع‌کننده - ضرب‌کننده دودویی - پردازنده چندبرابر - رمزگشا - Address decoder - Sum addressed decoder - شیفت دهنده بشکه‌ای                   |
| مدار الکترونیکی  | - مدار مجتمع - 3D - Mixed-signal - Power management - مدار بولی - الکترونیک دیجیتال - الکترونیک آنالوگ - Quantum - کلید (مدار)                                      |

| داده‌های کتابخانه‌ای: کتابخانه‌های ملی | - آلمان |